# Bluey Wilkinson
Bluey Wilkinson, właśc. Arthur George Wilkinson (ur. 27 sierpnia 1911 w Millthorpe, zm. 27 lipca 1940 w Sydney) – australijski żużlowiec.

## Życiorys

### Kariera sportowa
Należy do wybitnych w historii australijskiego żużla. Dwukrotny finalista IMŚ, indywidualny mistrz świata z 1938. Czterokrotny mistrz Australii oraz dwukrotny stanowy mistrz.

### Śmierć
Zginął tragiczne w wypadku drogowym na jednej z ulic w Sydney.

## Przynależność klubowa
Wielka Brytania
- West Ham Hammers (1929–1939)

## Osiągnięcia
Indywidualne mistrzostwa świata
- 1936:  Londyn – 3. miejsce – 25 pkt → wyniki
- 1938:  Londyn – 1. miejsce – 22 pkt → wyniki

Indywidualne mistrzostwa Australii
- 1935: Sydney – 1. miejsce → wyniki
- 1938: Sydney – 1. miejsce → wyniki